# Exocentrus imitor
Exocentrus imitor là một loài bọ cánh cứng trong họ Cerambycidae.